# Auflösbare Gruppe
In der Gruppentheorie, einem Teilgebiet der Mathematik, ist eine Gruppe auflösbar, falls sie eine Subnormalreihe mit abelschen Faktorgruppen hat.

## Zum Begriff
Die geschichtlichen Ursprünge der Gruppentheorie liegen unter anderem in der Suche nach einer generellen Darstellung der Lösungen von Gleichungen fünften oder höheren Grades mittels iterierter Wurzelausdrücke. Unter einem iterierten Wurzelausdruck versteht man die Kombinationen von {\displaystyle n}-ten Wurzeln, also deren Summen und Produkte sowie Wurzeln aus diesen Konstrukten. Eine solche Darstellung bezeichnet man auch als Auflösung der Gleichung und eine Gleichung, für die eine solche Darstellung existiert, mithin als auflösbar.
Die systematischen Grundlagen für die Bedingungen, unter denen eine solche Lösung möglich oder nicht möglich ist, werden im Rahmen der Galoistheorie entwickelt. Hierbei wird die Auflösbarkeit einer Gleichung zurückgeführt auf eine spezielle Eigenschaft der zur Gleichung gehörenden Galoisgruppe. Diese Eigenschaft bezeichnete man deshalb als Auflösbarkeit einer Gruppe.

## Definitionen
Die verbreitetste Definition lautet:
Eine Gruppe ist auflösbar, falls sie eine Subnormalreihe mit abelschen Faktorgruppen hat. In diesem Fall nennt man auch die Reihe selbst auflösbar. Da eine Faktorgruppe genau dann abelsch ist, wenn der zugehörige Normalteiler die Kommutatorgruppe umfasst, kann man alternativ fordern, dass die Kommutatorreihe der Gruppe schließlich auf die Einsgruppe führt. Siehe hierzu auch den Artikel „Reihe (Gruppentheorie)“.

## Beispiele und Folgerungen
Bei endlichen Gruppen ist die Auflösbarkeit äquivalent zur Existenz einer Subnormalreihe mit zyklischen Faktoren von Primzahlordnung. Dies ergibt sich daraus, dass zum einen jede Subnormalreihe zu einer Reihe mit einfachen Faktoren verfeinert werden kann und zum anderen jede endliche einfache abelsche Gruppe Primzahlordnung hat und damit auch zyklisch ist. Die Gruppen von Primzahlordnung bilden also die Kompositionsfaktoren der endlichen auflösbaren Gruppen. Wie allgemein bei Kompositionsreihen gilt auch hierbei, dass zwar die Kompositionsfaktoren durch die Gruppe (bis auf die Reihenfolge) eindeutig festgelegt sind (Satz von Jordan-Hölder), dass aber umgekehrt nicht generell aus den Kompositionsfaktoren der Isomorphietyp der Gruppe erschlossen werden kann. Im Falle der Gleichungsauflösung entsprechen die zyklischen Gruppen im Übrigen den Galoisgruppen von Körpererweiterungen durch Wurzeln von Körperelementen.
Aus der Definition folgt sofort, dass abelsche Gruppen auflösbar sind. Ende des 19. Jahrhunderts konnte William Burnside beweisen, dass dies für alle Gruppen der Ordnung {\displaystyle p^{n}q^{m}} ({\displaystyle p,q} prim) gilt, siehe Satz von Burnside. Seine Vermutung, dass sämtliche endlichen Gruppen ungerader Ordnung auflösbar sind, wurde 1963 von Walter Feit und John Griggs Thompson bewiesen. Die kleinste nicht auflösbare Gruppe ist die alternierende Gruppe A5 mit 60 Elementen.
Die symmetrische Gruppe {\displaystyle S_{n}} ist genau dann auflösbar, wenn {\displaystyle n<5} ist. Dementsprechend gibt es nach dem Satz von Abel-Ruffini auch nur für Gleichungen bis zum vierten Grad allgemeine Auflösungsformeln, die außer den Grundrechenarten lediglich Wurzelausdrücke verwenden.
Von George Polya stammt der Ausspruch: „Falls man ein Problem nicht lösen kann, dann gibt es ein einfacheres Problem, das man lösen kann!“ In diesem Sinne wurde (und wird) zum Lösen gruppentheoretischer Probleme mit großem Erfolg die Methode verwendet, eine Behauptung über eine komplizierte Gruppe auf eine Behauptung über die Kompositionsfaktoren der Gruppe zu reduzieren. Entscheidend ist hierbei, dass eine ausreichende Kenntnis der auftretenden einfachen Gruppen erzielt werden kann. Im Falle auflösbarer Gruppen ist die Situation besonders günstig, da die zyklischen Gruppen mit Primzahlordnung überaus gut überblickt werden können.

## Satz von Hall
Eine weitere Charakterisierung endlicher auflösbarer Gruppen erhält man aus den von Philip Hall stammenden Verallgemeinerungen der Sylow-Sätze. Demnach ist eine endliche Gruppe {\displaystyle G} genau dann auflösbar, wenn {\displaystyle G} für jeden maximalen Teiler {\displaystyle m} der Gruppenordnung {\displaystyle n} (also jede natürliche Zahl {\displaystyle m}, die {\displaystyle n} teilt und zu {\displaystyle n/m} teilerfremd ist)
- eine Untergruppe der Ordnung {\displaystyle m} enthält,
- alle Untergruppen der Ordnung {\displaystyle m} konjugiert zueinander sind und
- jede Untergruppe, deren Ordnung {\displaystyle m} teilt, in einer Untergruppe der Ordnung {\displaystyle m} enthalten ist.

## Eigenschaften
- Ist {\displaystyle G} auflösbar und {\displaystyle H} eine Untergruppe von {\displaystyle G}, dann ist auch {\displaystyle H} auflösbar.
- Ist {\displaystyle G} auflösbar und {\displaystyle H} ein Normalteiler von {\displaystyle G}, dann ist auch {\displaystyle G/H} auflösbar.
- Ist umgekehrt {\displaystyle H} ein Normalteiler von {\displaystyle G} und sind {\displaystyle H} und {\displaystyle G/H} auflösbar, dann ist auch {\displaystyle G} auflösbar.
- Ist {\displaystyle G_{1}} auflösbar und gibt es einen surjektiven Homomorphismus von {\displaystyle G_{1}} nach {\displaystyle G_{2}}, dann ist auch {\displaystyle G_{2}} auflösbar.
- Sind {\displaystyle G_{1}} und {\displaystyle G_{2}} auflösbar, so auch ihr direktes Produkt {\displaystyle G_{1}\times G_{2}}.

## Überauflösbare Gruppe
Eine schärfere Form der Auflösbarkeit ist die der Überauflösbarkeit, nach dem englischen Begriff Supersolvability oft auch Superauflösbarkeit genannt.
Eine Gruppe {\displaystyle G} ist überauflösbar, falls sie eine invariante Subnormalreihe hat, deren Faktoren zyklisch sind.

## Metabelsche Gruppe
Auflösbare Gruppen, die eine Subnormalreihe der Länge {\displaystyle \leq 2} besitzen, heißen metabelsch.